# Ball clay
Le ball clay est une roche contenant généralement trois minéraux dominants : 20 à 80 % de kaolinite ; 10 à 25 % de mica et 6 à 65 % de quartz.
Le ball clay fait partie des argiles secondaires ou alluviales. Il contient davantage de fer que le kaolin, est plus fusible, beaucoup plus plastique, et ses particules sont de taille inférieure.
Le nom « ball clay » date des premières méthodes d'extraction, lorsque l'argile était exploitée en utilisant des outils manuels. L'argile était extrait en cubes rugueux d'environ 25 cm de chaque côté. Les côtés étaient très remués pendant le transport et le stockage, les cubes d'argiles devenaient alors arrondies comme des « balles ».

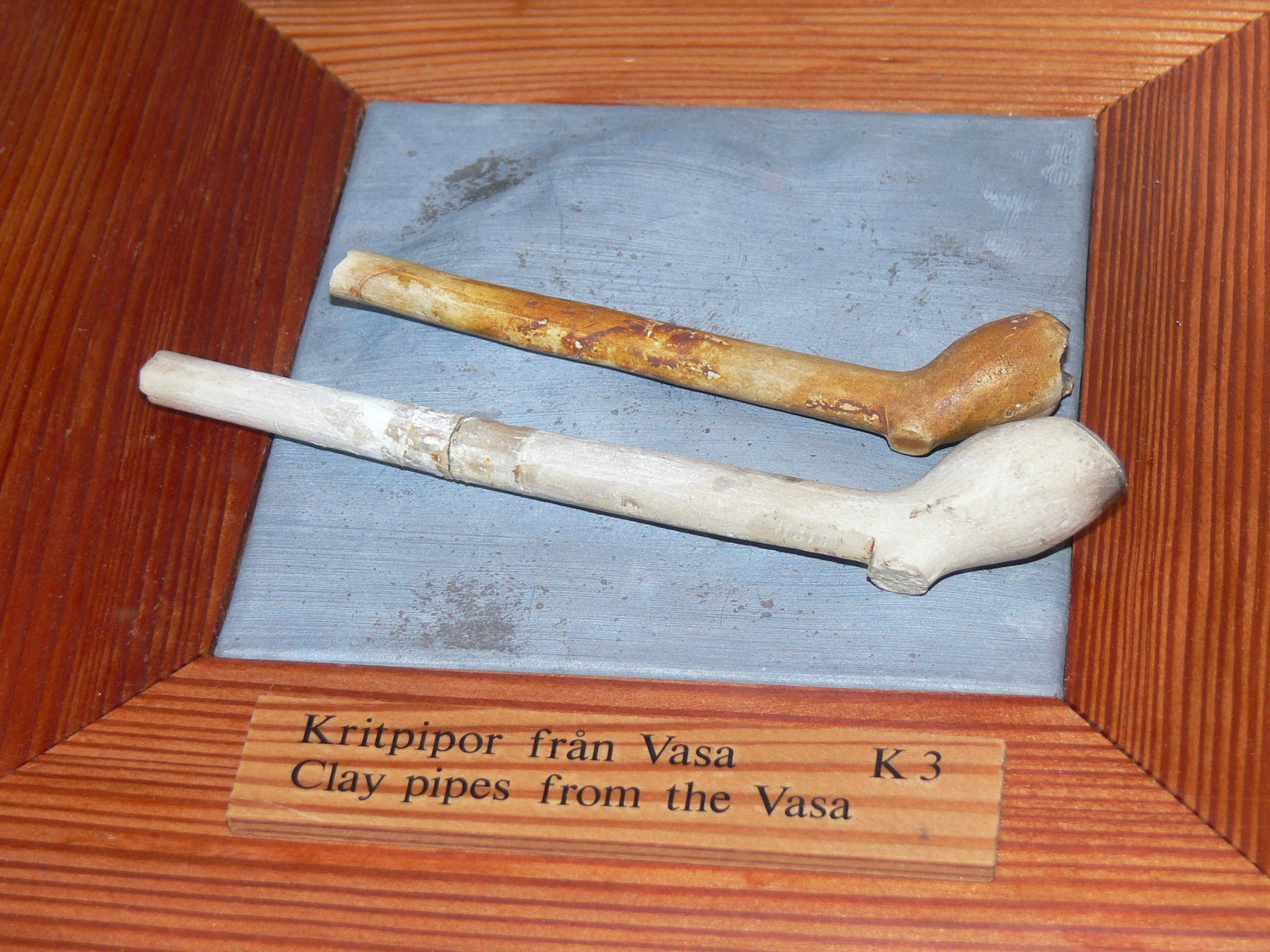
2 pipes en argile découvertes dans l'épave du Vasa (coulé en 1628).

L'autre nom donné initialement à cette argile est « argile à pipe » (ou « terre à pipe » ou encore « terre de pipe »), puisqu'elle était auparavant utilisée pour les pipes à tabac. Selon la tradition, Sir Walter Raleigh fuma sa première pipe à Cornwood dans le South Devon. Les pipes courtes en argile étaient appelées « cutties » ; par référence à ces pipes, l'argile à pipe du Devon devint aussi « cutty clay ».
Aujourd'hui, le terme « argile plastique » est utilisé partout dans le monde pour désigner les ball clays ainsi que les argiles ayant des propriétés minéralogiques similaires. La kaolinite est un composant principal des ball clays, comme du kaolin. Cependant, les deux matériaux sont très différents. Ils sont donc complémentaires et on les mélange souvent pour obtenir des pâtes céramiques qui se travaillent facilement. Bien que moins pure que les kaolins, les ball clays contiennent relativement peu de fer et autres impuretés ; cuites à environ 1 300 °C, elles prennent une teinte gris ou brun clair et sont denses et serrées.
Il est impossible de les utiliser seules en poterie, à cause de leur retrait excessif, qui peut atteindre jusqu'à 20 % lorsqu'elles sont cuites à leur température de maturation. On les utilise en addition à des argiles dont on veut augmenter la plasticité. Dans la fabrication de porcelaines, leur addition à la pâte est indispensable pour corriger le manque de plasticité du kaolin. Une quantité supérieure à 15 % risque cependant d'entraîner l'apparition de gris ou de brun.
À l'état cru, ces argiles sont en général gris foncé, en raison de la présence de matière carbonique. Ce carbone, entièrement brûlé à la cuisson n'affecte pas la couleur de la pâte cuite. Une telle argile est d'autant plus plastique qu'elle contient plus de carbone. Certaines argiles très plastiques cependant ne comportent que peu de carbone et sont tout à fait blanches à l'état naturel.

## Gisements
Aux États-Unis, les ball clays sont extraites des importants gisements du Tennessee ou du Kentucky.

## Utilisation
Les ball clays sont employées pour la fabrication d'une grande variété de produits.